# Harmothoe antilopes
Harmothoe antilopes är en ringmaskart som beskrevs av McIntosh 1876. Harmothoe antilopes ingår i släktet Harmothoe och familjen Polynoidae. Arten är reproducerande i Sverige. Inga underarter finns listade i Catalogue of Life.